# Леополд фон Анхалт
Леополд Фридрих Франц Ернст фон Анхалт-Десау (на немски: Leopold Friedrich Franz Ernst von Anhalt-Dessau; * 18 юли 1855, Десау; † 2 февруари 1886, Кан) от род Аскани, е наследствен принц на Анхалт и Анхалт-Десау.

## Живот
Той е най-големият син на херцог Фридрих I фон Анхалт (1831 – 1904), княз фон Анхалт-Десау, и съпругата му принцеса Антоанета фон Саксония-Алтенбург (1838 – 1908), дъщеря на принц Едуард фон Саксония-Алтенбург (1804 – 1852) и Амалия фон Хоенцолерн-Зигмаринген (1815 – 1841). Брат е на херцог Фридрих II (1856 – 1918), Едуард (1861 – 1918), херцог на Анхалт, принц Ариберт фон Анхалт (1864 – 1933), Елизабет (1857 – 1933), омъжена 1877 г. за велик херцог Адолф Фридрих V фон Мекленбург (1848 – 1914), и Александра (1868 – 1958), омъжена 1897 г. за княз Зицо фон Шварцбург (1860 – 1926).
Леополд заедно с по-малкия си брат Фридрих пътува с научни цели до Женева, Бон и Мюнхен. Двамата братя стават след това офицери в пруската войска и остават там до 1883 г. на активна служба. Накрая Леополд е хауптман или ритмайстер в анхалтския инфантерия регимент.
На 26 май 1884 г. във Филипсруе близо до Ханау той се жени за Елизабет фон Хесен-Касел (* 13 юни 1861, Копенхаген; † 7 януари 1955, Десау), дъщеря на ландграф Фридрих Вилхелм фон Хесен-Касел (1820 – 1884) и принцеса Анна Пруска (1836 – 1918).
Леополд фон Анхалт умира на 30 години на 2 февруари 1886 г. в Кан, Франция.

## Деца
Леополд и Елизабет имат една дъщеря:
- Антоанета Анна Александра Мария Луиза Агнес Елизабет Аугуста Фридерика (* 3 март 1885, дворец Георги ум близо до Десау; † 3 април 1963, Десау), омъжена на 26 май 1909 г. в Десау за принц Фридрих фон Шаумбург-Липе (* 30 януари 1868; † 12 декември 1945), син на принц Вилхелм фон Шаумбург-Липе (1834 –1906) и принцеса Батилдис фон Анхалт-Десау (1837 – 1902)